# Projektor 7
Projektor 7 är en bandkonstellation från Umeå som komponerat ny musik till stumfilmsklassiker och framför sin musik live under filmvisning. Medlemmarna är Jonas Holmberg, Marcus Holmberg, Lena Karlsson kända från Komeda, Henrik Andersson från Ray Wonder och Hank, Tor Lundmark, Erik Dahlgren, Erik Josefsson från Trio Lligo, samt frilansmusikern Helena Espvall. Gruppen har gjort konserter i bland annat Umeå, Kiruna, Stockholm, Göteborg, Köpenhamn och Sodankylä, oftast under filmfestivaler.
Gruppens första uppsättning var musik till Buster Keatons stumfilm Sherlock Junior för Umeå filmfestival 1991. Den följdes av musik till Victor Sjöströms Han som får örfilarna – som bland annat framfördes vid Midnight Sun Film Festival i Sodankylä 1993 – och Dreyers En kvinnas martyrium.
Projektor 7 erhöll Västerbottens-Kurirens kulturpris 1994.
Jonas Holmberg tilldelades 1996 Västerbottens läns landstings kulturpris och tonsatte Robert Wienes Dr. Caligaris kabinett vilken framfördes av Projektor 7 vid Umeå filmfestival samma år.
Jonas Holmberg har även tonsatt "stumfilmsteatern" Ten minutes to midnight i uppsättning av Profilteatern 2003 och Friedrich Wilhelm Murnaus "Sunrise – A song of two humans", med framföranden vid filmfestivaler i Umeå 2004, Bodø och Tromsø 2005. Marcus Holmberg framförde så sent som i december 2014 stumfilmsmusik vid avslutningen Umeå filmfestival. 

## Tonsatta stumfilmer
- Han som får örfilarna (1924) på Internet Movie Database (engelska) (Victor Sjöström)
- Sherlock Jr (1924) på Internet Movie Database (engelska) (Buster Keaton)
- La Passion de Jeanne d'Arc (Carl Dreyer)
- Dr. Caligaris kabinett  (Robert Wiene)